# Juninho Fonseca
Alcides Fonseca Júnior, ismertebb nevén: Juninho Fonseca (Olímpia, 1958. augusztus 29. –) brazil labdarúgóedző, korábbi válogatott labdarúgó.

## Pályafutása

### Klubcsapatban
1976 és 1983 között a Ponte Preta játékosa volt. 1983 és 1986 között a Corinthiansban játszott, melynek tagjaként 1983-ban megnyerte a Paulista (São Paulo állam) állami bajnokságot. 1986 és 1987 között a Vasco da Gamában szerepelt. 1987-ben megnyerte a Mineiro (Minas Gerais állam) bajnokságot a Cruzeiróval. 1988 és 1989 között az Athletico Paranaense együttesében játszott. Később szerepelt még a São José (1989), a Ponte Preta (1989), a Nacional-SP (1990), az Olímpia és a japán Jomiuri csapatában.

### A válogatottban
1980 és 1982 között 4 alkalommal szerepelt a brazil válogatottban. Tagja volt az 1977-es ifjúsági világbajnokságon szereplő brazil U20-as válogatott keretének, illetve részt vett az 1980-as Mundialitón és az 1982-es világbajnokságon is.

### Edzőként
1999-ben a Portuguesa  csapatánál kezdte az edzősködést. 2000-ben a Mogi Mirim, a São José és a Comercial együttesénél dolgozott. 2001-ben a Sampaio Corrêa, 2002-ben a Treze FC, 2003 és 2004 között a Corinthians, 2004-ben a Caxias do Sul, 2004 és 2005 között a Noroeste vezetőedzője volt.
2012-ben a Botafogo-SP U20-as csapatát edzette. 2014-től a Ivinhema vezetőedzője.

## Sikerei, díjai

### Játékosként
Corinthians
- Paulista bajnok (1): 1983

Cruzeiro
- Mineiro bajnok (1): 1987

Atlético Paranaense
- Paranaense bajnok (1): 1988

Jomiuri
- Japán bajnok (1): 1991–92